# 北陸鉄道モハ5000形電車
北陸鉄道モハ5000形電車（ほくりくてつどうモハ5000がたでんしゃ）は、かつて北陸鉄道（北鉄）に在籍していた電車。当初は加南線に投入されたが、後年石川総線へ転属し、後に改造によりモハ3750形と改称・改番された。

## 概要
加南線初のクロスシート車として、1951年（昭和26年）4月にモハ5001・5002の2両が大阪・広瀬車両で新製された。それまで15m級車体の直接制御車のモハ1800形・1810形が主力であった加南線において、同線初の17m級大型車体かつ間接制御方式を採用した本形式は、後継形式の6000系・6010系の登場まで同線区の代表形式的存在であった。

## 車体

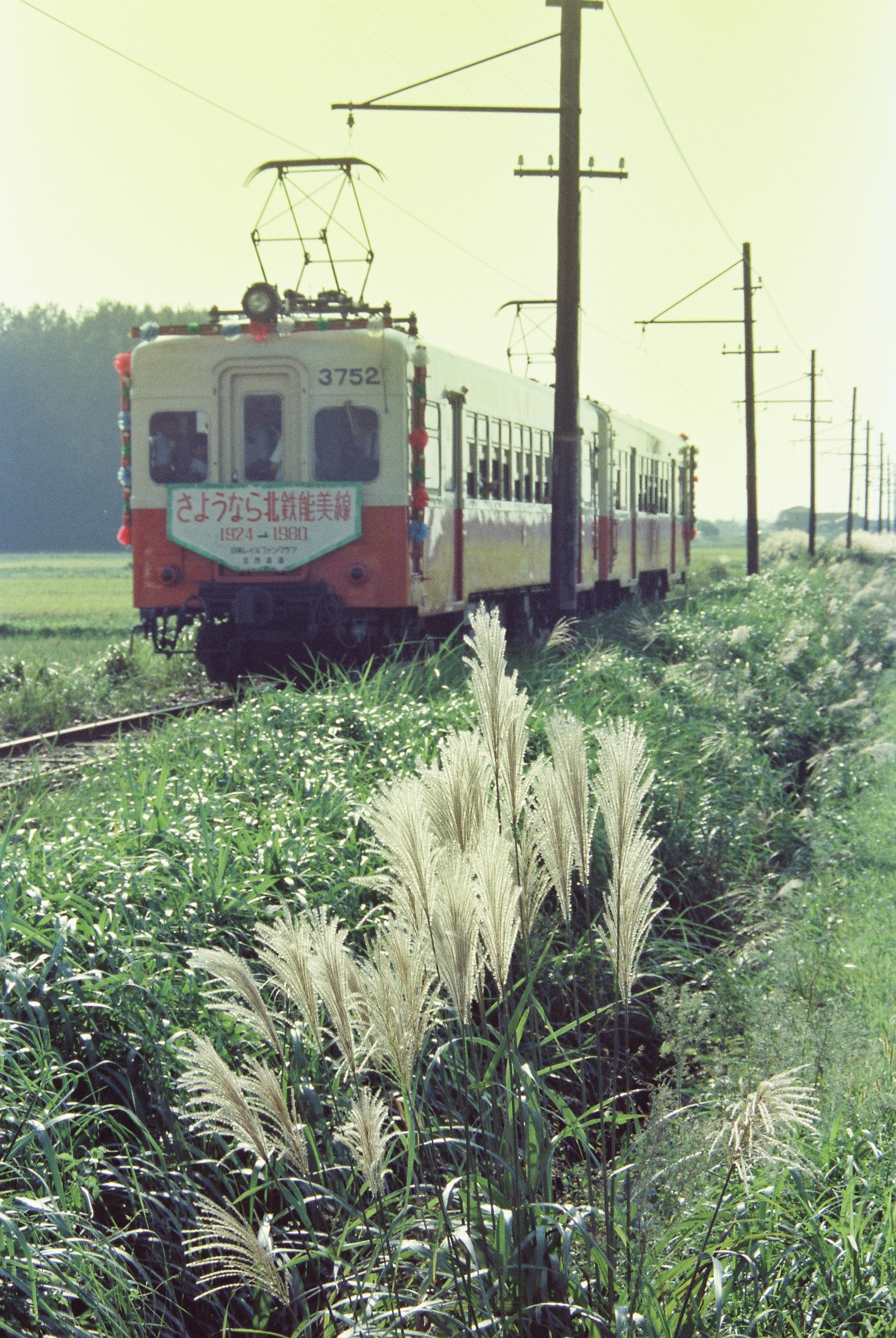
更新前のモハ3752

両運転台構造の半鋼製2扉車体で、製造当初は両妻面とも非貫通構造であった。正面窓・側窓ともに上部の隅にRが付けられた優美な造形とされており、屋根部の張り上げ構造と併せて観光地で運用される車両としての設計上の拘りが見て取れる。窓配置はd1D22222D1d（d：乗務員扉, D：客用扉）である。
車内は扉間に向かい合わせ形の固定クロスシートを1両当たり12脚装備し、車端部はロングシートとされたセミクロスシート仕様であった。なお、加南線のホーム高さの関係で客用扉下部にはステップが設けられており、路面電車のように車体裾のラインが扉部分のみ少し引き下げられている。

## 主要機器
制御器はHL-74電磁単位スイッチ式手動加速制御器、主電動機は三菱電機製MB-64Cを吊り掛け式で各台車に2基ずつ計4基搭載し、台車はモハ1820形と共通の近畿車輛製KT-10形鋼組み立て式釣り合い梁式台車を装着した。制動装置はSME非常弁付直通空気ブレーキである。
なお、集電装置は当初トロリーポールを搭載したが、Z形パンタグラフを経て1962年（昭和37年）に菱形パンタグラフに換装されている。

## 導入後の変遷
竣工後、約14年に渡って加南線の看板電車として運行された。その後、より接客設備の充実した6000系・6010系が順次新製投入されたため、本形式は1964年（昭和39年）に同系のモハ5100形が配置されていた石川総線へ転属し、この際座席がオールロングシート化された。

### 主要機器の換装
走行性能向上と主要機器の統一を目的として、1965年（昭和40年）7月にモハ5001が制御器および主電動機を名古屋鉄道から譲り受けた同社旧型車の廃車発生品に換装された。換装後の主要機器は制御器が東洋電機製造製ES-152B電動カム軸式自動加速制御器、主電動機が東洋製TDK-516とされ、改造後モハ3750形3751と改称・改番された。
モハ5002についても1966年（昭和41年）2月の検査入場時に同様の改造を施工してモハ3752と改称・改番され、こちらは機器換装に加え前後妻面に貫通路が新設された。同時に正面窓がHゴム固定化されたこともあり、改造後の印象は原形とは相当異なるものとなった。なお、正面貫通路新設および窓のHゴム固定化についてはモハ3751にも1968年（昭和43年）に施工された。

### 車体更新
その後、客用扉の鋼製化、戸袋窓および側窓上段のHゴム固定化が施工されたが、車体の老朽化が進んだことから、1983年（昭和58年）にモハ3752が、翌1984年（昭和59年）にはモハ3751がそれぞれ自社工場で車体更新工事を施工された。工事内容は下記の通りである。
- 骨組を残して外板を全面的に張替え
- 正面向かって左側窓上に手動式行先表示幕を新設
- 側窓をユニットタイプのアルミサッシ化[注釈 7]・客用扉のステンレス化
- 車内内張りのアルミデコラ化、床材のリノリウム化

この結果、ウィンドウシル・ヘッダーが撤去されてノーシル・ノーヘッダーの平滑な車体となった他、側窓上隅のRも廃止されて更新前の印象はほぼ一掃された。なお、両車では窓配置に若干の差異が見られ、モハ3752の窓配置が原形の面影を残したd1D22222D1dであるのに対し、モハ3751ではd1D10D1dの均等配置に変更されている。また、モハ3752はサッシユニット外枠が無塗装のまま竣工したが、モハ3751についてはモハ3760形更新車と同様に当初から塗装された状態で出場している。

### 晩年
1990年（平成2年）の7000系導入に伴って石川線全駅のホーム高さかさ上げが行われたため、本形式も客用扉部ステップが撤去されて該当部分の床のかさ上げが施工されている。
7000系の導入によって石川線の旧型車の大半は淘汰されたが、本形式および3760形については車齢が若く更新工事も施工されていたため、代替されずに残存した。平日朝の鶴来駅 - 加賀一の宮駅間の区間運用や各種イベント運用に用いられた他、2000年（平成12年）5月に7000系7102編成が踏切事故で被災し運用を離脱した際には、約1週間にわたって本形式が2両編成を組んで日中の定期運用に就いた。しかし、ダイヤ改正に伴う定期運用数減により営業運転に就く機会はなくなり、2両ともに鶴来駅構内で事実上休車状態で留置された。
その後、2006年（平成18年）の7700系入線に先立って、モハ3751がモハ3760形3761とともに代替対象となって同年10月に廃車となり、モハ3752についても翌2007年（平成19年）10月15日付で除籍され、形式消滅した。

## 静態保存

### モハ3751
モハ3751は除籍に際して、モハ3761とともに輸送費等は譲渡先負担として一般公募による譲渡先を募集した結果、加賀市のNPO法人に無償譲渡されることとなった。2006年（平成18年）10月下旬に鶴来駅構内より搬出され、加賀市内の「大聖寺流し舟」八間道乗り場にて静態保存されていた。しかし2020年4月の「大聖寺流し舟」の廃止によりモハ3751も譲渡されることになり、その後同年9月1日に開設された「歴町ふるさと館マッチング」に引き取られて同所内で展示されている。

### モハ3752
モハ3752は除籍後も長年鶴来駅構内に留置されていたが、その後モハ3751と同様に2010年（平成22年）8月12日から同年9月15日にかけて、同時期に除籍されたED301とともに一般公募による無償譲渡先を募った。しかし期日中に引き取り手が現れなかったため、日本貨物鉄道（JR貨物）のグループ企業である株式会社ジェイアール貨物・北陸ロジスティクスに引き取られた後、千葉県内の牧場経営事業者へ譲渡されることが決定した。2011年（平成23年）4月に「ポッポの丘」（千葉県いすみ市）へ搬入され、他に購入したいすみ鉄道いすみ204、万葉線デ7052とともに農作物の販売所として活用されている。